# Heinrich Wehking

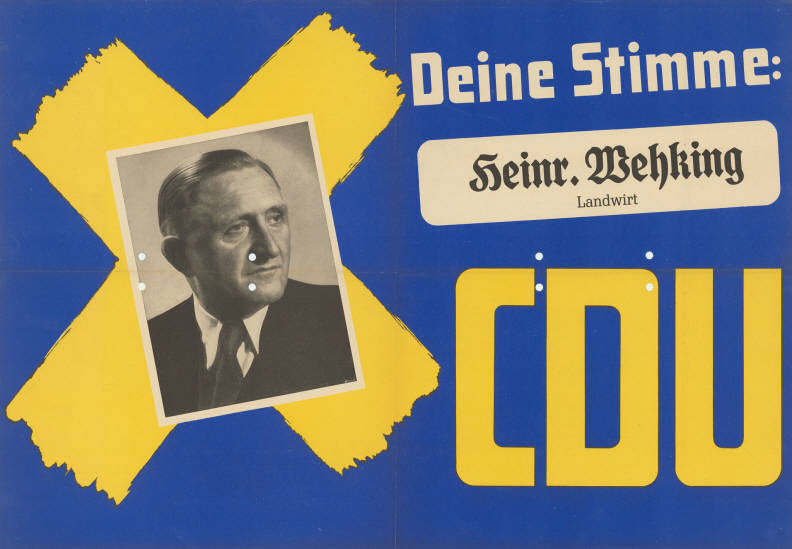
Heinrich Wehking auf einem Landtagswahlplakat 1950

Heinrich Wehking (* 2. Februar 1899 in Friedewalde-Wegholm; † 18. Juni 1984 in München) war ein deutscher Landwirt und Politiker (CDU). Er war Mitglied des Kreistags von Minden, Landrat des Kreises Minden, Mitglied des Landtags von Nordrhein-Westfalen und des deutschen Bundestages. Er wirkte zudem ab 1961 auch als Mitglied der Synode der Evangelischen Kirche in Deutschland (EKD) und ab 1965 der Synode der Evangelischen Kirche der Union (EKU).

## Leben und Beruf
Wehking wurde als Sohn von Karoline Wehking, geborene Kruse, und des Landwirts Friedrich Wehking geboren. Nach dem Volksschulabschluss und dem Besuch der Landwirtschaftsschule arbeitete er ab 1913 als Landwirt auf dem elterlichen Hof in der Saatbauwirtschaft. 1918 nahm er als Soldat am Ersten Weltkrieg teil. Er wurde Geschäftsführer der Zuchtgenossenschaft Friedewalde, übernahm die Leitung des elterlichen Betriebes in Friedewalde-Wegholm bei Minden in Westfalen und fungierte 1932 als Gutachter und Sachverständiger für die deutsche Kartoffelwirtschaft. Außerdem war er ab 1922 Geschäftsführer und Schätzer der Westfälischen Provinzial-Feuersozietät, stellvertretender Vorsitzender des Landwirtschaftsverbandes im Kreis Minden und seit 1949 Mitglied der Landwirtschaftskammer Westfalen. Darüber hinaus war er Mitglied der Bekennenden Kirche sowie der Kreissynode der Evangelischen Kirche Minden, der Landessynode der Evangelischen Kirche von Westfalen und von 1961 bis 1967 der Synode der Evangelischen Kirche in Deutschland.
Heinrich Wehking war evangelisch, ab 1934 mit Marie Wehking, geborene Stelze, verheiratet und hatte die vier Kinder Heinrich, Annemarie, Friedrich und Wilhelm.
1965 hatte er das Große Bundesverdienstkreuz erhalten.

## Partei
Wehking trat 1946 in die CDU ein und wurde zum Vorsitzenden des CDU-Kreisverbandes Minden gewählt.

## Abgeordneter
Wehking war seit 1932 Ratsmitglied der Gemeinde Friedewalde. Seit 1945 war er wiederholt Mitglied der Amtsvertretung Petershagen. Im März 1946 wurde er in den Kreistag des Kreises Minden gewählt. Von 1947 bis 1954 war er Mitglied des Nordrhein-Westfälischen Landtages. Dem Deutschen Bundestag gehörte er von 1953 bis 1965 an. Er war stets über die Landesliste Nordrhein-Westfalen ins Parlament eingezogen.

## Öffentliche Ämter
Wehking amtierte von 1946 bis 1948 sowie von 1952 bis 1956 als Landrat des Kreises Minden.